# Misoča (Ilijaš, BiH)
Misoča, poznata i kao Naselje Misoča, je najbrojnije i jedno od najvećih naselja u općini Ilijaš. Ima blizu 1.500 stanovnika, od kojih su većina Bošnjaci. Autohtoni žitelji Misoču smatraju predgrađem Ilijaša i obično je dijele na dvije veće cjeline: Donju (obuhvaća sela Mlini, Han, Bare, Strana) i Gornju (sela Dedići, Pušine, Glavica, Katane). Misoča je od Sarajeva udaljena 18 kilometara, a od općinskog središta oko kilometar i pol.